# 纳丰 (吉伦特省)
纳丰（法語：Neuffons）是法国吉伦特省的一个市镇，属于朗贡区（Langon）蒙塞居县（Monségur）。该市镇总面积4.67平方公里，2009年时的人口为168人。

## 人口
纳丰人口变化图示